# إلين كوفمان (روائية)
إلين كوفمان (بالإنجليزية: Elaine Coffman)‏ (19 يونيو 1942، سان دييغو في الولايات المتحدة)؛ روائية أمريكية.